# Salvethymus svetovidovi
Salvethymus svetovidovi és una espècie de peix de la família dels salmònids i de l'ordre dels salmoniformes.

## Hàbitat
És un peix d'aigua dolça, de clima temperat i demersal.

## Distribució geogràfica
Es troba a Rússia.

## Observacions
És inofensiu per als humans.